# ديفيد أشبي
ديفيد أشبي (بالإنجليزية: David Ashby)‏ هو متسابق دراجات نارية بريطاني، ولد في 11 نوفمبر 1949 في مرلبرو ‏ في المملكة المتحدة، وتوفي في 16 سبتمبر 2015 بسبب سرطان.